# لي لونش (سياسي)
لي لونش (بالإنجليزية: Lee Lynch)‏ هو صحفي ومُحرِّر وسياسي أمريكي، ولد في 10 يوليو 1901، وتوفي في 15 يونيو 1951. انتخب عضو مجلس نواب إلينوي.